# Sidonie Goossens
Annie Sidonie Goossens OBE (Liscard, Wallasey, Cheshire, 19 d'octubre, 1899 - Reigate (comtat de Surrey), 15 de desembre, 2004), va ser una de les arpistes més destacades de Gran Bretanya. Va debutar professionalment el 1921, va ser membre fundadora de l'Orquestra Simfònica de la BBC i va tocar durant més de mig segle fins a la seva jubilació el 1981.

## La família Goossens
Va néixer a  membre de la famosa família musical Goossens que havia emigrat a Gran Bretanya des de Bèlgica al segle XIX. El seu pare i el seu avi eren directors d'orquestra, tots dos anomenats Eugène. El seu germà Sir Eugène Goossens va ser un compositor i director d'orquestra que va passar molts anys treballant a Austràlia com a director del Conservatori de Música de Nova Gal·les del Sud i director principal de l'Orquestra Simfònica de Sydney. El seu germà Léon va ser un oboista eminent i la seva germana Marie també va ser una arpista distingida. El 1916, el seu germà Adolphe, un talentós trompista, va morir en combat al Somme als 20 anys.

## Inicis de la seva carrera
De petita, volia ser actriu, però el seu pare la va animar a tocar l'arpa.[4] Ensenyada (com la seva germana gran Marie) per Miriam Timothy, ja tocava en públic als 16 anys. Quan es va unir a l'Orquestra Simfònica de Londres el 1921, participant en la seva primera gira, va ser l'única intèrpret femenina. El 1923 es va convertir en la primera arpista a ser emesa per ràdio, i el 1936 va ser la primera a ser emesa per televisió (amb l'Orquestra de Televisió de la BBC, dirigida pel seu llavors marit Hyam Greenbaum).

## Orquestra Simfònica de la BBC
Va ser membre fundadora de l'Orquestra Simfònica de la BBC, amb la qual va tocar durant cinquanta anys (1930-1980). El fundador de l'orquestra, Adrian Boult, la va contractar com a arpa principal abans del primer concert públic de l'orquestra a l'octubre de 1939. També va tocar amb directors convidats com Arturo Toscanini, Bruno Walter i Arnold Schoenberg. Es va retirar oficialment de l'orquestra el 1980, l'any que celebrava les seves noces d'or. Als 91 anys, el 1991, es va convertir en la persona de més edat a actuar al concert Last Night of the Proms.

## Vida personal i familiar
Es va casar amb el seu primer marit, el director d'orquestra, violinista i compositor Hyam Greenbaum, el 1924. A finals dels anys vint i principis dels trenta, la seva casa de Londres (5 Wetherby Gardens, SW5) es va convertir en un lloc de trobada habitual per a músics, com ara Arnold Bax, Constant Lambert, Patrick Hadley, Spike Hughes, Alan Rawsthorne i William Walton. Greenbaum va morir de problemes relacionats amb l'alcohol l'endemà de fer 41 anys. Amb el seu segon marit, Norman Millar, es va traslladar a Reigate, a Surrey, on criaven porcs i aus de corral a la granja Woodstock, de 400 anys d'antiguitat, situada a Gadbrook Road, Betchworth. Era amiga íntima de Sir Adrian Boult i Pierre Boulez, que van escriure d'ella: 
| « | «La seva presència sempre era tranquil·litzadora, la seva consciència professional irreprotxable, la seva actitud impecable. Estimava el seu ofici, el seu instrument. Tot això, realment, era el reflex de la seva personalitat per la qual he tingut des del primer instant no només la més gran admiració, sinó també un immens afecte. | » |

## Últims anys
Va ser honorada amb un MBE el 1974, i més tard amb un OBE el 1980. Es va retirar oficialment de l'Orquestra Simfònica de la BBC el 1980, l'any del Jubileu d'Or de l'orquestra. La seva última actuació va ser el 1991 durant l'última nit dels Proms, quan va acompanyar la soprano Gwyneth Jones en el seu propi arranjament de "The Last Rose of Summer". Hi va haver concerts de celebració pel seu centenari als Wigmore i Royal Festival Halls de Londres. Va morir a Reigate, Surrey, el 15 de desembre de 2004 als 105 anys.